# Ptilostemon dyricola
Ptilostemon dyricola là một loài thực vật có hoa trong họ Cúc. Loài này được (Maire) Greuter miêu tả khoa học đầu tiên năm 1973.